# Biserica „Sfântul Ioan Teologul” din Peresecina
Biserica „Sf. Ioan Teologul” este o biserică amplasată în Peresecina, raionul Orhei, Republica Moldova. Este un monument arhitectural de importanță națională inclus în Registrul monumentelor Republicii Moldova ocrotite de stat cu nr. 1203 (raionul Orhei). Datează din 1910.